# Новопокровська селищна рада (Чугуївський район)
Новопокро́вська се́лищна ра́да — адміністративно-територіальна одиниця та орган місцевого самоврядування в Чугуївському районі Харківської області. Адміністративний центр — селище міського типу Новопокровка.

## Загальні відомості
Новопокровська селищна рада утворена в 1938 році.
- Територія ради: 32,946 км²
- Населення ради: 5 129 осіб (станом на 2001 рік)
- Територією ради протікає річка Уди.

## Населені пункти
Селищній раді підпорядковані населені пункти:
- смт Новопокровка
- с-ще Роздольне

## Склад ради
Рада складається з 30 депутатів та голови.
- Голова ради: Олена Сергіївна Слабінська
- Секретар ради: Деговцова Ірина Павлівна

### Керівний склад попередніх скликань
| Прізвище, ім'я, по батькові   | Основні відомості                                                                     | Дата обрання | Дата звільнення |
| ----------------------------- | ------------------------------------------------------------------------------------- | ------------ | --------------- |
| Подколзін Володимир Дмитрович | Селищний голова, 1962 року народження, освіта вища, член Народно-демократичної партії | 26.03.2006   | 31.10.2010      |
| Подколзін Володимир Дмитрович | Селищний голова, 1962 року народження, освіта вища, член Партії регіонів              | 31.10.2010   |                 |

Примітка: таблиця складена за даними сайту Верховної Ради України

### Депутати
За результатами місцевих виборів 2010 року депутатами ради стали:

#### За суб'єктами висування
| Суб'єкт висування                                       | Кількість обраних депутатів | %    |
| ------------------------------------------------------- | --------------------------- | ---- |
| Партія регіонів                                         | 23                          | 76,7 |
| Політична партія «Сильна Україна»                       | 3                           | 10   |
| Політична партія Всеукраїнське об'єднання «Батьківщина» | 2                           | 6,7  |
| Комуністична партія України                             | 1                           | 3,3  |
| Партія «Відродження»                                    | 1                           | 3,3  |

#### За округами
| № округу                                                | Прізвище, ім'я, по батькові       | Дата визнання обраним | Освіта             | Партійна приналежність                  | Відомості про обраного депутата                                                           |
| ------------------------------------------------------- | --------------------------------- | --------------------- | ------------------ | --------------------------------------- | ----------------------------------------------------------------------------------------- |
| Комуністична партія України                             |                                   |                       |                    |                                         |                                                                                           |
| 13                                                      | Вішталь Володимир Олександрович   | 03.11.2010            | вища               | член Комуністичної партії України       | пенсіонер                                                                                 |
| Партія «ВІДРОДЖЕННЯ»                                    |                                   |                       |                    |                                         |                                                                                           |
| 27                                                      | Маслов Віктор Іванович            | 03.11.2010            | вища               | член Партії «ВІДРОДЖЕННЯ»               | Залізнична станція м. Чугуїв, начальник залізничної станції                               |
| Партія регіонів                                         |                                   |                       |                    |                                         |                                                                                           |
| 1                                                       | Красильникова Вікторія Вікторівна | 03.11.2010            | середня спеціальна | член Партії регіонів                    | Новопокровсье відділення зв'язку, листоноша                                               |
| 2                                                       | Сергійчук Людмила Олексіївна      | 03.11.2010            | вища               | член Партії регіонів                    | Новопокровська селищна рада, землевпорядник селищної ради                                 |
| 3                                                       | Деговцова Ірина Павлівна          | 03.11.2010            | вища               | член Партії регіонів                    | Новопокровська загальноосвітня школа, вчитель                                             |
| 4                                                       | Череповська Лідія Павлівна        | 03.11.2010            | вища               | член Партії регіонів                    | Новопокровська селищна рада, інспектор по збору земельного податку                        |
| 5                                                       | Зачепило Людмила Миколаївна       | 03.11.2010            | середня спеціальна | член Партії регіонів                    | приватний підприємець                                                                     |
| 6                                                       | Жорник Олена Олексіївна           | 03.11.2010            | середня спеціальна | член Партії регіонів                    | Новопокровська селищна рада, діловод                                                      |
| 7                                                       | Сазонова Алла Миколаївна          | 03.11.2010            | середня спеціальна | член Партії регіонів                    | тимчасово не працює                                                                       |
| 8                                                       | Храпов Юрій Олександрович         | 03.11.2010            | вища               | член Партії регіонів                    | ДП Новопокровський КХП, начальник відділу постачання                                      |
| 9                                                       | Кіяшко Віктор Ілліч               | 03.11.2010            | вища               | член Партії регіонів                    | ДП Новопокровський, заступник начальника автотранспортного цеха                           |
| 10                                                      | Полтєва Наталія Іванівна          | 03.11.2010            | середня            | член Партії регіонів                    | Новопокровська селищна рада, спеціаліст по наданню субсидій населенню                     |
| 12                                                      | Мягкий Віталій Іванович           | 03.11.2010            | вища               | член Партії регіонів                    | пенсіонер                                                                                 |
| 15                                                      | Трофімов Олександр Анатолійович   | 03.11.2010            | вища               | член Партії регіонів                    | ДПР «Новопокровський КХП», заступник начальника комбікормового заводу                     |
| 16                                                      | Філатова Тетяна Олександрівна     | 03.11.2010            | вища               | член Партії регіонів                    | тимчасово не працює                                                                       |
| 17                                                      | Рибаков Олексій Васильович        | 03.11.2010            | середня            | член Партії регіонів                    | пенсіонер, сантехнік, Національна академія державного управління при Президентові України |
| 18                                                      | Дедкова Олена Миколаївна          | 03.11.2010            | середня спеціальна | член Партії регіонів                    | ТОВ"Курганський бройлер" філія «ГОЛДЕН Кросс», ",завідувачка яйцескладу                   |
| 20                                                      | Літвінова Валентина Павлівна      | 03.11.2010            | вища               | член Партії регіонів                    | ДП Новопокровський КХП, завідувачка оздоровчого сектору ДП Новопокровський КХП            |
| 22                                                      | Галета Наталія Миколаївна         | 03.11.2010            | вища               | член Партії регіонів                    | Новопокровська загальноосвітня школа, вчитель початкових класів                           |
| 23                                                      | Куліш Олена Павлівна              | 03.11.2010            | середня спеціальна | член Партії регіонів                    | тимчасово не працює                                                                       |
| 24                                                      | Усов Сергій Віталійович           | 03.11.2010            | вища               | член Партії регіонів                    | Харківська національна академія міського господарства, аспірант                           |
| 25                                                      | Ходжаєв Явер Джабраїлович         | 03.11.2010            | вища               | член Партії регіонів                    | Чугуїв вода, начальник дільниці транспорта і механізації                                  |
| 26                                                      | Гладкова Олена Миколаївна         | 03.11.2010            | вища               | член Партії регіонів                    | приватний підприємець                                                                     |
| 28                                                      | Степанова Олена Миколаївна        | 03.11.2010            | вища               | член Партії регіонів                    | ДП Новопокровський КХП, експедитор відділу сбиту                                          |
| 30                                                      | Агарков Олександр Олексійович     | 03.11.2010            | вища               | член Партії регіонів                    | ДП Новопокровський КХП, начальник механізованого зерносховища"ДП Новопокровський КХП"     |
| Політична партія Всеукраїнське об'єднання «Батьківщина» |                                   |                       |                    |                                         |                                                                                           |
| 14                                                      | Курило Сергій Іванович            | 03.11.2010            | вища               | позапартійний                           | ТОВ "курганський бройлер"філія «Голден Кросс», головний інженер                           |
| 19                                                      | Агаркова Віра Гаврилівна          | 03.11.2010            | середня спеціальна | позапартійна                            | пенсіонер                                                                                 |
| Політична партія «Сильна Україна»                       |                                   |                       |                    |                                         |                                                                                           |
| 11                                                      | Тімонін Олександр Володимирович   | 03.11.2010            | вища               | член Політичної партії «Сильна Україна» | ТОВ «ВКФ Кам техсервіс», інженер-механік                                                  |
| 21                                                      | Агарков Сергій Олексійович        | 03.11.2010            | середня            | позапартійний                           | ДП Новопокровський КХП, водій автотранспортного цеху                                      |
| 29                                                      | Лазарев Дмитро Андрійович         | 03.11.2010            | вища               | член Політичної партії «Сильна Україна» | Тютюнова компанія ЗАТ «Джей ТІ Інтернешен компані Україна», торговельний представник      |